# Powiat Ludwigsburg
Powiat Ludwigsburg (niem. Landkreis Ludwigsburg) – powiat w Niemczech, w  kraju związkowym Badenia-Wirtembergia, w rejencji Stuttgart, w regionie Stuttgart. Stolicą powiatu jest miasto Ludwigsburg.

## Podział administracyjny
W skład powiatu Ludwigsburg wchodzi:
- 18 gmin miejskich (Stadt)
- 21 gmin wiejskich (Gemeinde)
- trzy wspólnoty administracyjne (Vereinbarte Verwaltungsgemeinschaft)
- pięć związków gmin (Gemeindeverwaltungsverband)

Miasta:
| Lp. | Nazwa miasta          | Ludność (31.12.2010) | Powierzchnia km² |
| --- | --------------------- | -------------------- | ---------------- |
| 1   | Asperg                | 13.126               | 5,80             |
| 2   | Besigheim             | 11.870               | 16,83            |
| 3   | Bietigheim-Bissingen  | 42.810               | 31,29            |
| 4   | Bönnigheim            | 7.520                | 20,14            |
| 5   | Ditzingen             | 24.493               | 30,40            |
| 6   | Freiberg am Neckar    | 15.702               | 13,14            |
| 7   | Gerlingen             | 19.025               | 17,54            |
| 8   | Großbottwar           | 8.171                | 25,51            |
| 9   | Korntal-Münchingen    | 18.609               | 20,71            |
| 10  | Kornwestheim          | 31.292               | 14,64            |
| 11  | Ludwigsburg           | 87.735               | 43,33            |
| 12  | Marbach am Neckar     | 15.510               | 18,06            |
| 13  | Markgröningen         | 14.390               | 28,16            |
| 14  | Oberriexingen         | 3.167                | 8,17             |
| 15  | Remseck am Neckar     | 23.355               | 22,82            |
| 16  | Sachsenheim           | 17.674               | 57,92            |
| 17  | Steinheim an der Murr | 12.039               | 23,19            |
| 18  | Vaihingen an der Enz  | 28.833               | 73,41            |

Gminy wiejskie:
| Lp. | Nazwa gminy         | Ludność (31.12.2010) | Powierzchnia km² |
| --- | ------------------- | -------------------- | ---------------- |
| 1   | Affalterbach        | 4.558                | 10,15            |
| 2   | Benningen am Neckar | 5.793                | 4,87             |
| 3   | Eberdingen          | 6.407                | 26,21            |
| 4   | Erdmannhausen       | 4.716                | 8,71             |
| 5   | Erligheim           | 2.686                | 6,19             |
| 6   | Freudental          | 2.430                | 3,07             |
| 7   | Gemmrigheim         | 3.928                | 8,23             |
| 8   | Hemmingen           | 7.354                | 12,34            |
| 9   | Hessigheim          | 2.217                | 5,03             |
| 10  | Ingersheim          | 6.023                | 11,55            |
| 11  | Kirchheim am Neckar | 5.159                | 8,53             |
| 12  | Löchgau             | 5.371                | 10,95            |
| 13  | Möglingen           | 10.617               | 9,93             |
| 14  | Mundelsheim         | 3.154                | 10,20            |
| 15  | Murr                | 6.201                | 7,80             |
| 16  | Oberstenfeld        | 7.897                | 21,10            |
| 17  | Pleidelsheim        | 6.272                | 10,18            |
| 18  | Schwieberdingen     | 11.362               | 14,87            |
| 19  | Sersheim            | 5.262                | 11,48            |
| 20  | Tamm                | 12.286               | 8,78             |
| 21  | Walheim             | 2.971                | 6,14             |

Wspólnoty administracyjne:
| Lp. | Nazwa wspólnoty administracyjnej | Ludność (31.12.2010) | Powierzchnia km² | Liczba gmin |
| --- | -------------------------------- | -------------------- | ---------------- | ----------- |
| 1   | Bietigheim-Bissingen             | 61.119               | 56,69            | 3           |
| 2   | Freiberg am Neckar               | 21.974               | 23,32            | 2           |
| 3   | Vaihingen an der Enz             | 43.669               | 119,27           | 4           |

Związki gmin:
| Lp. | Nazwa związku gmin        | Ludność (31.12.2010) | Powierzchnia km² | Liczba gmin |
| --- | ------------------------- | -------------------- | ---------------- | ----------- |
| 1   | Besigheim                 | 31.941               | 60,45            | 7           |
| 2   | Bönnigheim                | 15.365               | 34,86            | 3           |
| 3   | Marbach am Neckar         | 30.577               | 41,79            | 4           |
| 4   | Schwieberdingen-Hemmingen | 18.716               | 27,21            | 2           |
| 5   | Steinheim-Murr            | 18.240               | 30,99            | 2           |